# 赫里霍里夫卡 (韋塞利諾韋市鎮)
47°18′25″N 31°11′2″E / 47.30694°N 31.18389°E
赫里霍里夫卡（烏克蘭語：Григорівка），是烏克蘭南部尼古拉耶夫州沃茲涅先斯克區韋塞利諾韋市鎮的村落。始建於1946年，面積0.55平方公里，海拔高度94米，2001年人口164，人口密度每平方公里298.2人。